# Síntesis de anillos largos de Ruzicka
La síntesis de anillos largos de Ruzicka o reacción de Ruzicka o ciclización de Ruzicka es una reacción orgánica en la cual un ácido dicarboxílico se convierte en una cetona a altas temperaturas y en presencia de un catalizador de óxido de torio. La reacción fue nombrada por el químico Lavoslav Ružička quien la reportó en 1926.
La reacción se ha aplicado en la síntesis de la Exaltona, una muscona sintética.